# Physetica cucullina
Physetica cucullina är en fjärilsart som beskrevs av Achille Guenée 1868. Physetica cucullina ingår i släktet Physetica och familjen nattflyn. Inga underarter finns listade i Catalogue of Life.